# Signing Off
Signing Off é o álbum de estreia da banda UB40, lançado em novembro de 1980.
| Críticas profissionais                                                      | Críticas profissionais |
| Avaliações da crítica                                                       | Avaliações da crítica  |
| Fonte                                                                       | Avaliação              |
| --------------------------------------------------------------------------- | ---------------------- |
| allmusic                                                                    | [ 2 ]                  |
| Esta tabela precisa de ser acompanhada por texto em prosa. Consulte o guia. |                        |

## Faixas
Todas as músicas por UB40, exceto onde anotado.

### Lado 1
1. "Tyler" - 5:51
2. "King" - 4:35
3. "12 Bar" - 4:24
4. "Burden of Shame" (UB40, Van Morrison) - 6:29

### Lado 2
1. "Adella" - 3:28
2. "I Think It's Going to Rain Today" (Randy Newman) - 3:41
3. "25%" - 3:31
4. "Food for Thought" - 4:10
5. "Little by Little" - 3:44
6. "Signing Off" - 4:24